# Bento Box Entertainment
Bento Box Entertainment (também conhecido como Bento Box Animation) é um estúdio americano de animação localizado em North Hollywood, Califórnia. Foi fundada em 2009 pelos produtores executivos Scott Greenberg, Joel Kuwahara e Mark McJimsey. Os atuais proprietário da Bento Box Entertainment são Fox Corporation. O nome vem de obentô, um estilo de refeição na culinária japonesa.
A Bento Box Entertainment é um estúdio premiado com o Emmy que desenvolve e produz conteúdo animado de qualidade para todas as plataformas de distribuição em todo o mundo. Reconhecida como a principal produtora de séries de comédia de animação no horário nobre para redes de transmissão, cabo e digitais, a empresa trabalha com as principais redes, estúdios e empresas de distribuição incluindo a FOX Broadcasting Company, Comedy Central, MTV, Adult Swim, HBO, IFC e Disney, Twentieth Century Fox Television Studio (incluindo a 21 fox), a Sony Television, a Lionsgate, a Tornante e a Broadway Video, entre outras.
Produziu a primeira temporada de Bob's Burgers em 2011 para a Fox. Atualmente, está em produção na série do YouTube Glove and Boots.
A Bento Box Entertainment tem quatro estúdios de animação - em North Hollywood, Burbank, Estúdio de Animação Bento Box Atlanta, em Atlanta, Geórgia, e Bento Box Canada em Toronto, Ontário.
Em 11 de outubro de 2016, a Bento Box lançou uma divisão infantil chamada Sutikki. Sutikki abriu um escritório no Reino Unido.

## Bento Box Interactive
A Bento Box Interactive é uma empresa de tecnologia baseada em entretenimento lançada em 2012 pela Bento Box Entertainment. Em outubro de 2012, a Bento Box Interactive fez uma parceria com Alicia Keys para criar um aplicativo móvel educativo intitulado "The Journals of Mama Mae and Lee Lee" para dispositivos iOS. O aplicativo conta a história da relação entre uma jovem da cidade de Nova York e sua sábia avó e apresenta duas músicas originais de Keys, "Follow the Moon" e "Unlock Yourself".

## Produções
Family Guy (2019-presente)

## Séries de televisão
| Nome                           | Tempo de exibição | rede           |
| ------------------------------ | ----------------- | -------------- |
| The Pandas                     | por anunciar      |                |
| The Blues Brothers             | por anunciar      |                |
| Perfect Hair Forever           | 2014              | Adult Swim     |
| Moon and Me                    | 2018              | CBBC           |
| Legends of Chamberlain Heights | 2016–2017         | Comedy Central |
| Brickleberry                   | 2012–2015         | Comedy Central |
| Glove and Boots                | 2009–2010         | Disney Channel |
| Murder Police                  | Desconhecido      | FOX            |
| Bordertown                     | 2016              | Fox            |
| Bob's Burgers                  | 2011-presente     | Fox            |
| Allen Gregory                  | 2011              | Fox            |
| Out There                      | 2013              | IFC            |
| The Who Was? Show              | 2018-presente     | Netflix        |
| Paradise PD                    | 2018-presentee    | Netflix        |
| Neighbors from Hell            | 2010              | TBS            |

### Web séries
| Nome            | Anos      | Site    |
| --------------- | --------- | ------- |
| Glove and Boots | 2010-2017 | Youtube |
| The Awesomes    | 2013-2015 | Hulu    |

### Filmes
| Data de exibição      | Nome                 |
| --------------------- | -------------------- |
| 28 de março de 2018   | Achmed Saves America |
| 20 de janeiro de 2015 | Madea's Tough Love   |